# Циртокліт коза
Циртоклі́т коза́ (лат. Cyrtoclytus capra Germar, 1824 = Cyrtoclytus sachalinensis Kano, 1933) — вид жуків з родини вусачів.

## Хорологія
Cyrtoclytus capra — бореально-альпійський вид європейсько-сибірського зооґеографічного комплексу. Ареал охоплює Європу, Кавказ та Росію. В регіоні вид зустрічається переважно у гірській місцевості. На північно-східному макросхилі Карпат заходить в передгір'я.

## Екологія
C. capra приурочений до хвойних лісових формацій. Літ триває з червня по липень. Дорослі комахи трапляються на квітах гадючника в'язолистого. Личинка розвивається в деревині хвойних порід, але перевагу надає смереці.

## Морфологія

### Імаго
Комахи відрізняються трикутною формою щитка і булавоподібними стегнами, з яких задні не досягають вершин надкрил. Тіло видовжене, густо покрите довгими волосками. Загальне забарвлення — чорне. Надкрила в чітких цятках, на бічному краю надкрил жовта поздовжня смужка, надкрила іноді буруваті, зі строкатим жовтим волосяним малюнком, який складається з трьох перев'язів і вершини. Перша — коса перев'язь, яка напрямлена від щитка до зовнішнього краю. Друга — дугоподібна, починається нижче за першу, простягається вздовж шва і закінчується на середині зовнішнього краю надкрил. Третя перев'язь розташована впоперек надкрил у їхній нижній третині. Передньоспинка облямована жовтими волосяними смугами на вершині та при основі. Загалом малюнок надкрил є доволі мінливий. Довжина тіла коливається в межах 8-15 мм.

### Личинка
Личинка з кожної сторони голови має по одному вічку. Верхня губа поперечна. Пронотум в основній частині з дрібними поздовжніми борозенками і глибокою серединною. Передній край гіпостому з невеликою виїмкою перед ґулою, його поверхня в дрібних борозенках. Ноги рудиментарні у вигляді нечленистого горбика. Мозолі черевця мають по 4 поздовжні борозенки.

## Життєвий цикл
Життєвий цикл триває 2 роки.